# اس‌ام‌اس جی۳۹
اس‌ام‌اس جی۳۹ (به انگلیسی: SMS G39) یک کشتی بود که طول آن 79.5 meters بود. این کشتی در سال ۱۹۱۵ ساخته شد.